# 宮崎浩二
宮崎 浩二（みやざき こうじ、1952年（昭和27年） - ）は、日本の弁護士。元日本弁護士連合会副会長。元日本調停協会連合会副理事長。

## 来歴・人物
香川県三豊市出身。神戸大学法学部卒業。
1980年（昭和55年）弁護士開業。
大阪の法律事務所で約2年勤務して以降、香川県に戻り民事訴訟を中心に活動する。長年、高齢者や障害者の支援に尽力している。
2011年（平成23年）4月から2012年（平成24年）3月まで日本弁護士連合会副会長を務めた。
2011年（平成23年）3月11日、東日本大震災が発生。日本弁護士連合会副会長在任中は、全国の弁護士会をあげて取り組み、被災地の法律相談の対応を行った。

## 栄典
- 2022年 - 旭日中綬章[5]